# Aisha Taymur
Aisha Taymur o Aisha E'ismat Taymur (àrab: عائشة عصمت تيمور, ʿĀʾixa ʿIṣmat Taymūr) o A'isha al-Taymuriyya (àrab: عائشة التيمورية, ʿĀʾixa at-Taymūriyya) (el Caire, 1840-1902) fou una activista social, poeta, novel·lista i feminista egípcia, considerada la "mare del feminisme egipci". La seua prosa i assaigs inspiraren generacions posteriors d'escriptores feministes.

## Trajectòria
Taymur nasqué al Caire, Egipte, al 1840.
Advocà per l'educació de les dones, i fou considerada per autors posteriors una de les fundadores del feminisme àrab. Era filla d'Isma'il Pasha Taymour, un notable turc d'origen kurd funcionari del govern a Egipte), i d'una concubina circassiana. Taymur s'educà en turc, àrab i persa a la seua casa quan era molt jove. Després de casar-se deixà d'escriure, però després de la mort del seu espòs, el turc Mahmud Bey al-Islambuli, i de la de son pare, reprengué l'escriptura. Només tingué una filla.
Des de molt jove Taymur compongué poesia en persa, àrab i turc, utilitzant formes literàries tradicionals i metàfores per expressar els sentiments.
Taymur exercí un paper crucial en les reformes sobre la posició de les dones a Egipte, amb la seua prosa i poesia. El feminisme egipci del segle XX tenia les arrels en aquesta època. Taymur és considerada la mare del feminisme egipci perquè el seu treball inspirà generacions posteriors d'escriptores feministes. Ella, obligada a ser educada a casa, estava en contra de la reclusió de les dones egípcies en els seus assaigs i hi expressava la seva ira en la seua poesia.
Taymur va morir al Caire, al 1902.